# Màscara FFP3

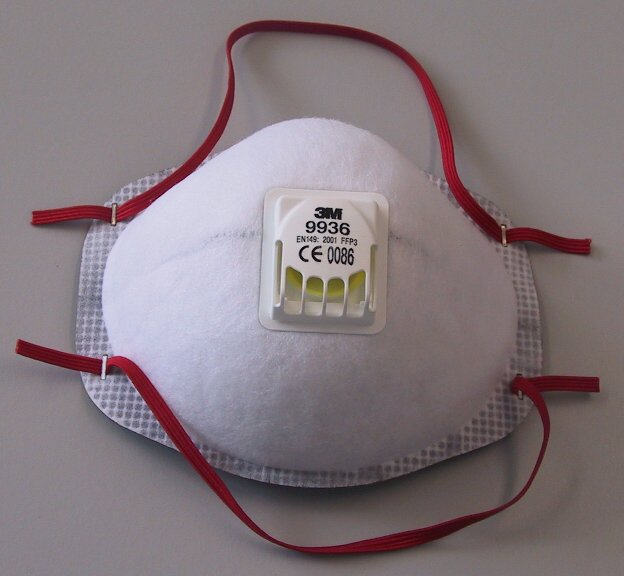
Màscara FFP3

La màscara FFP3 (en anglès, filtering face piece 3) és un dels models de màscara protectora autofiltrant d'un sol ús. Serveix per filtrar el 99% de les partícules de l'aire, segons la normes europees EN 143 i EN 149. És utilitzada en usos industrials i com a respirador o com a màscara quirúrgica en usos sanitaris i hospitalaris, així com en epidèmies per evitar malalties contagioses i intrahospitalàries.

## Usos hospitalaris i sanitaris

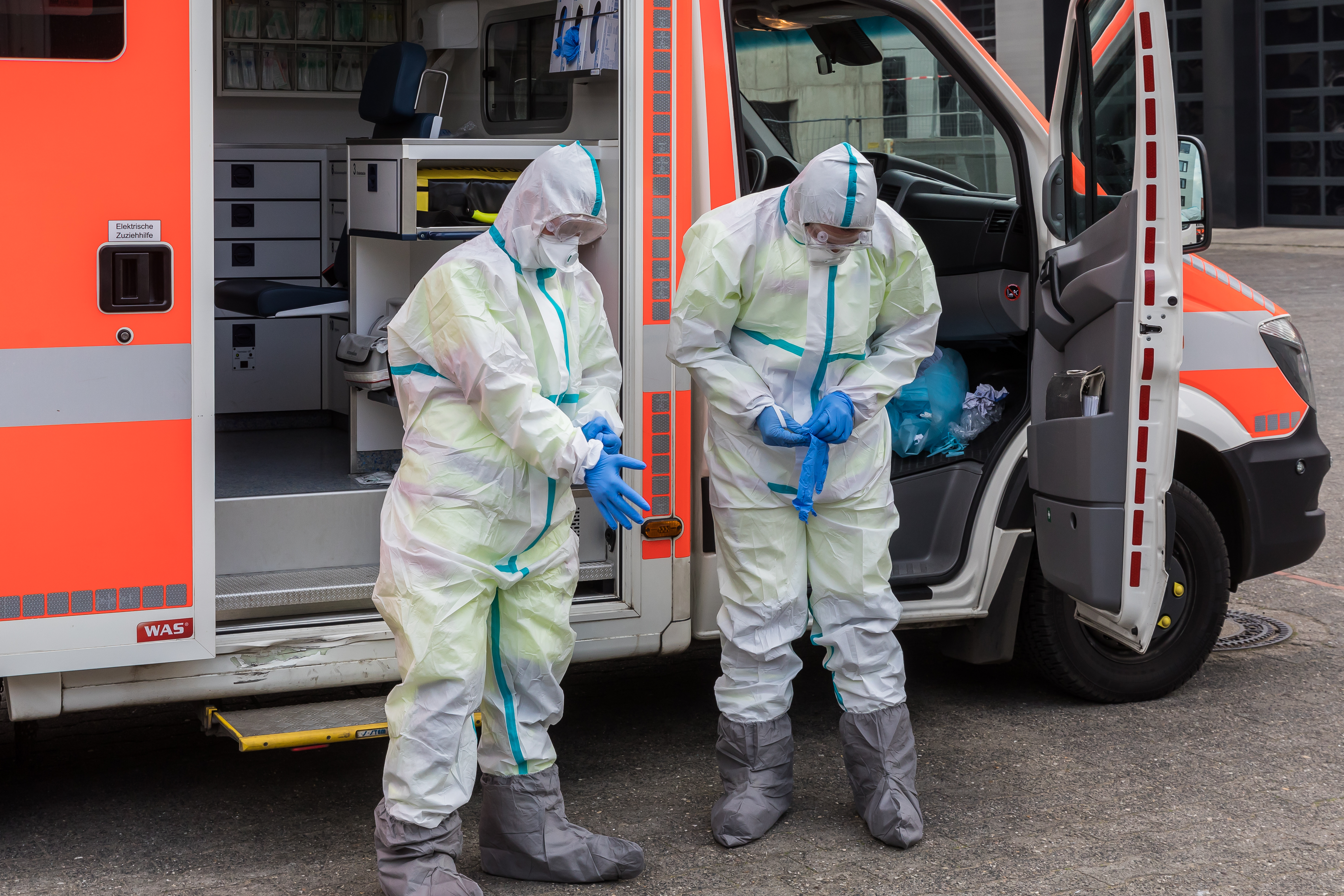
Personal de rescat a Colònia amb el Equip de protecció individual - EPI - (granotes, botes, guants, ulleres i màscares FFP3.

Encara que també és utilitzada per evitar contagis d'agents patològics d'influença, coronavirus, Yersinia pestis, tuberculosi, que també protegeix la màscara, les seves indicacions més concretes i específiques són per als professionals sanitaris que participin en els següents procediments mèdics:
- Procediments mèdics que generin aerosols:
  - Intubació endotraqueal, sola o associada a reanimació cardiopulmonar o broncoscòpia, procediments en què l'evidència està associada a la transmissió de patògens.
  - Rentat aspre-alveolar.
  - Ventilació manual prèvia a la intubació, ventilació no invasiva, i traqueotomia.

## Tipus de màscares segons la norma europea - FFP
La normativa europea EN 143 defineix les màscares pel tipus de filtres de partícules que es poden acoblar o caracteritzar una màscara quirúrgica o industrial facial: P1 (78% filtrat), P2 (92% de filtrat) P3 (98% de filtrat)
La norma europea EN 149 defineix les següents classes de "mitges màscares filtrants parcials" (filtering half masks) o "peces facials filtrants" (filtering face pieces, FFP), és a dir, respiradors construïts total o totalment amb material filtrant:
| classe | Límit de penetració de l'filtre (a 95 l./min de flux d'aire)     | Flux cap a dins | ús |
| ------ | ---------------------------------------------------------------- | --------------- | --- |
| FFP1   | Filtra almenys el 78% de les partícules transportades per l'aire | <22%            | Antipols |
| FFP2   | Filtra almenys el 92% de les partícules en l'aire                | <8%             | contra els virus influença (influenzavirus A), Influenzavirus B, grip aviària, coronavirus (MERS-CoV, SARS-CoV [SRAS], SARS-CoV-2 [COVID-19], Yersinia pestis, tuberculosi així com els usos indicats en FFP1                                                                             |
| FFP3   | Filtra almenys el 98% de les partícules en l'aire                | <2%             | contra partícules molt fines de, per exemple, asbest i ceràmica; procediments mèdics que generin aerosols (Intubació endotraqueal, broncoscòpia, rentat bronocoalveolar, ventilació manual prèvia a la intubació, ventilació no invasiva, traqueotomia i usos assenyalats de FFP2 i FFP1) |

Tant la norma europea EN 143 com l'EN 149 proven la penetració dels filtres amb aerosols secs clorur de sodi i oli de parafina després d'emmagatzemar els filtres a 70 ° C i -30 ° C durant 24 h cadascun. Les normes inclouen proves de resistència mecànica, resistència a la respiració i obstrucció. A 149 prova la fugida cap a l'interior entre la màscara i la cara, on 10 subjectes humans realitzen 5 exercicis cadascun i per a 8 individus la mitjana mesurat de fugida cap a l'interior no ha d'excedir el 22%, 8% i 2% respectivament, com s'indica a dalt.